# Женщина-оса (фильм, 1995)
«Женщина-оса» (англ. The Wasp Woman) — телефильм 1995 года, ремейк одноимённого фильма Роджера Кормана, вышедшего на экраны в 1959 году.

## Сюжет
Проходят испытания нового препарата. Этот препарат представляет собой осиный гормон и способен вернуть молодость. Одна пациентка, красивая женщина Дженис Старлин, заметив, что она стареет, решает испытать на себе препарат и попытаться вернуть ушедшую молодость.
Препарат приносит ожидаемое омоложение, но возникает и побочный эффект — женщина превращается в гигантскую ужасную осу и начинает уничтожать своих врагов. Превращения любимой не нравятся её жениху Алеку, и он пытается помешать Дженис.

## В ролях
| Актёр               | Роль            |
| ------------------- | --------------- |
| Дженнифер Рубин     | Дженис Старлин  |
| Даг Уерт            | Алек            |
| Дэниел Дж. Траванти | доктор Зинторп  |
| Мелисса Брассель    | Мэри            |
| Мария Форд          | Кейтлин         |
| Джей Ричардсон      | Джон            |
| Геррит Грэм         | Артур           |
| Ричард Габай        | Ник             |
| Джонни Уильямс      | коллекционер ос |
| Ленни Джулиано      | всезнайка       |
| Кимберли Робертс    | бегун           |